# اغا ميرزا
ميرزا إيليا البازي (بالسريانية: ‎ܡܪܙܐ ܐܠܝܐ ܕܒܙ، بالترجمة الصوتية: ميرزا إيليا د-باز)، والمعروف أيضاً باسم آغا ميرزا (بالسريانية: ‎ܐܓܐ ܡܪܙܐ، بالترجمة الصوتية: آغا ميرزا)، كان جنرالًا آشوريًا بارزًا من متطوعي الآشوريين خلال الحرب العالمية الأولى. لعب دورًا مهمًا في قيادة القوات الآشورية ومقاومتها ضد الدولة العثمانية، إلى جانب شقيقه الأصغر آغا بطرس. وقد لقي لاحقًا مصرعه المأساوي نتيجة انطلاق رصاصة بالخطأ قرب تلكيف في العراق سنة 1922. 

## حياته
وُلِد ميرزا إيليا في باز السفلى، حكاري، والتي كانت آنذاك جزءًا من الدولة العثمانية. نشأ مع والدته دالو، ووالده إيليا، وأخيه الأصغر آغا بطرس.

### حادثة مقتل متي وطرد العائلة
وقعت حادثة مأساوية في شبابه حين خرج برفقة ابن عمته متي بن القس دانيال للرعي في منطقة جبل قادك القريبة من قرية باز السفلى. كانا ميرزا ومتي يلهوان بصيد الطيور، وحين حاول ميرزا إصلاح بندقية التي كانت قد علقت رصاصتها، انفجرت فجأة وأصابت متي إصابة قاتلة أردته ميتًا على الفور. هرع سكان القرية إلى المكان ظنًا أن هجومًا قد وقع، ليجدوا متي مضرجًا بدمائه، ومرزا في حالة ذهول وخوف.
اجتمع شيوخ القرية، وبناءً على العرف العشائري السائد آنذاك، قرروا إجلاء عائلة آغا بطرس من القرية لمدة سبع سنوات، كنوع من العقوبة الاجتماعية على ما حدث، رغم أن الحادث لم يكن مقصودًا.